# Judo aux Jeux paralympiques d'été de 2016
Navigation
Londres 2012 Tokyo 2020
La compétition de judo des Jeux paralympiques d'été de 2016 se déroule du 8 au 10 septembre 2016 à la Carioca Arena 3 de Rio de Janeiro. 13 épreuves y sont organisées : 7 masculines et 6 féminines avec 132 athlètes prenant part aux épreuves. Aux Jeux paralympiques, le judo est disputé par des athlètes malvoyants ou atteint de cécité.

## Classification
Les judokas paralympiques sont classés dans trois catégories en fonction de leur handicap. Les athlètes des trois classes concours ensemble suivant les catégories de poids.
La classification des handicaps au judo est :
- B1 : athlètes atteints de cécité. Des règles spécifiques à leur handicap sont appliqués lors des épreuves.
- B2 et B3 : athlètes malvoyants.

## Résultats

### Podiums masculins
| Épreuves        | Or                                 | Argent                        | Bronze                                               |
| --------------- | ---------------------------------- | ----------------------------- | ---------------------------------------------------- |
| Moins de 60 kg  | Sherzod Namorov (UZB)              | Makoto Hirose (JPN)           | Alex Bologa (ROU) Bolormaa Uugankhuu (MON)           |
| Moins de 66 kg  | Utkirjon Nigmatov (UZB)            | Bayram Mustafayev (AZE)       | Davyd Khorava (UKR) Satoshi Fujimoto (JPN)           |
| Moins de 73 kg  | Ramil Gasimov (AZE)                | Dmytro Solovey (UKR)          | Feruz Sayidov (UZB) Nikolai Kornhass (MEX)           |
| Moins de 81 kg  | Eduardo Adrian Avila Sanchez (MEX) | Lee Jung-min (KOR)            | Rovshan Safarov (AZE) Oleksandr Kosinov (UKR)        |
| Moins de 90 kg  | Zviad Gogotchuri (GEO)             | Oleksandr Nazarenko (UKR)     | Dartanyon Crockett (USA) Shukhrat Boboev (UZB)       |
| Moins de 100 kg | Choi Gwang-Geun (KOR)              | Antônio Tenório (BRA)         | Yordani Fernandez Sastre (CUB) Shirin Sharipov (UZB) |
| Plus de 100 kg  | Adiljan Tuledibaev (UZB)           | Wilians Silva de Araújo (BRA) | Kento Masaki (JPN) Tangaliny Jimenez (CUB)           |

### Podiums féminins
| Épreuves       | Or                               | Argent                  | Bronze                                          |
| -------------- | -------------------------------- | ----------------------- | ----------------------------------------------- |
| Moins de 48 kg | Li Liqing (CHN)                  | Carmen Brussig (GER)    | Ecem Taşın (TUR) Yuliia Halinska (UKR)          |
| Moins de 52 kg | Sandrine Martinet (FRA)          | Ramona Brussig (GER)    | Chérine Abdellaoui (ALG) Sevinch Salaeva (UZB)  |
| Moins de 57 kg | Inna Cherniak (UKR)              | Lúcia Teixeira (BRA)    | Junko Hirose (JPN) Seo Ha-na (KOR)              |
| Moins de 63 kg | Dalidaivis Rodriguez Clark (CUB) | Iryna Husieva (UKR)     | Jin Song-lee (KOR) Tursupashsha Nurmetova (UZB) |
| Moins de 70 kg | Lenia Ruvalcaba (MEX)            | Alana Maldonado (BRA)   | Naomi Soazo (VEN) Gulruh Rahimova (UZB)         |
| Plus de 70 kg  | Yuan Yanping (CHN)               | Khayitjon Alimova (UZB) | Christelle Garcia (USA) Mesme Tasbag (TUR)      |